# تمثال معبد الربيع لبوذا
تمثال معبد الربيع لبوذا بمدينة تشانجتشو في مقاطعة جيانغسو شرق الصين ويصل ارتفاع التمثال إلى 153٫79 متر وهو أطول من تمثال (شويداجون بايا) في ميانمار بنحو 42 مترا وأقصر ارتفاعا من هرم خوفو بمصر بنحو 7٫2 متر.
التمثال موضوع في وسط حديقة بمساحة 27 ألف متر مربع. بلغت تكلفة بنائه حوالي 38٫5 مليون دولار أمريكي ويزن 30 ألف كجم ويقع قبالة معبد ياننينج أحد أكبر المعابد الأربعة الكبرى للبوذية على مستوى العالم ويعود تاريخه إلى عهد أسرة تانج المزدهرة عام 1350 وكان قد تم تدميره وأعيد بناؤه خمس مرات طوال هذه الفترة.

## معرض صور

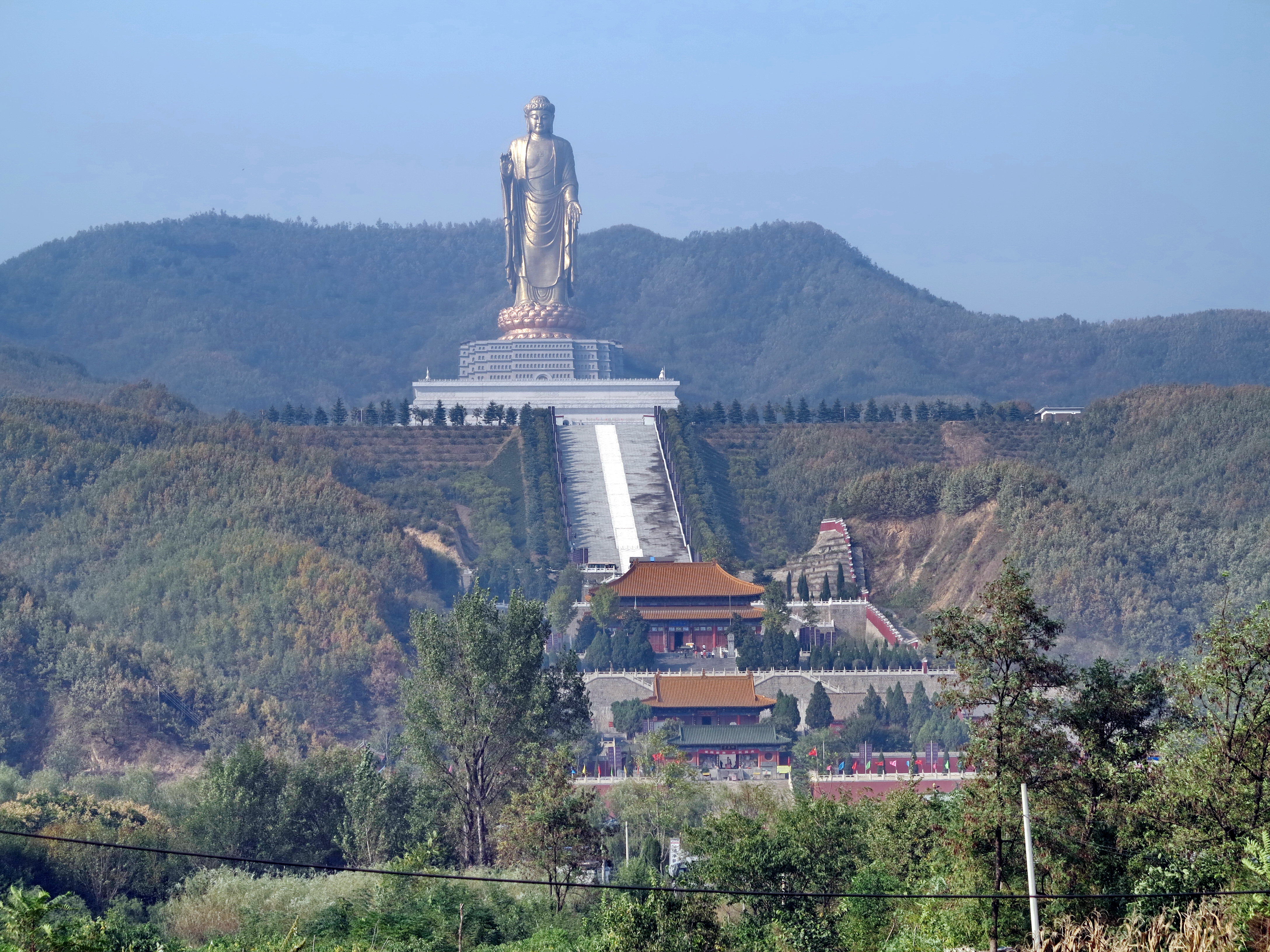
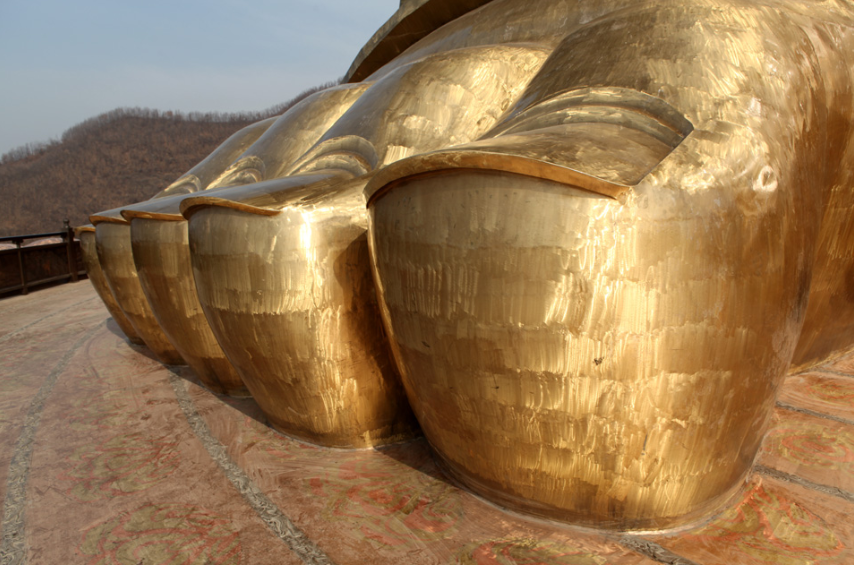
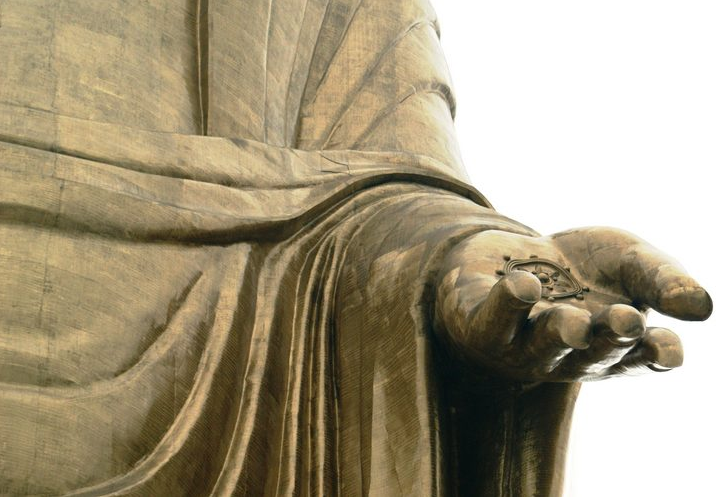
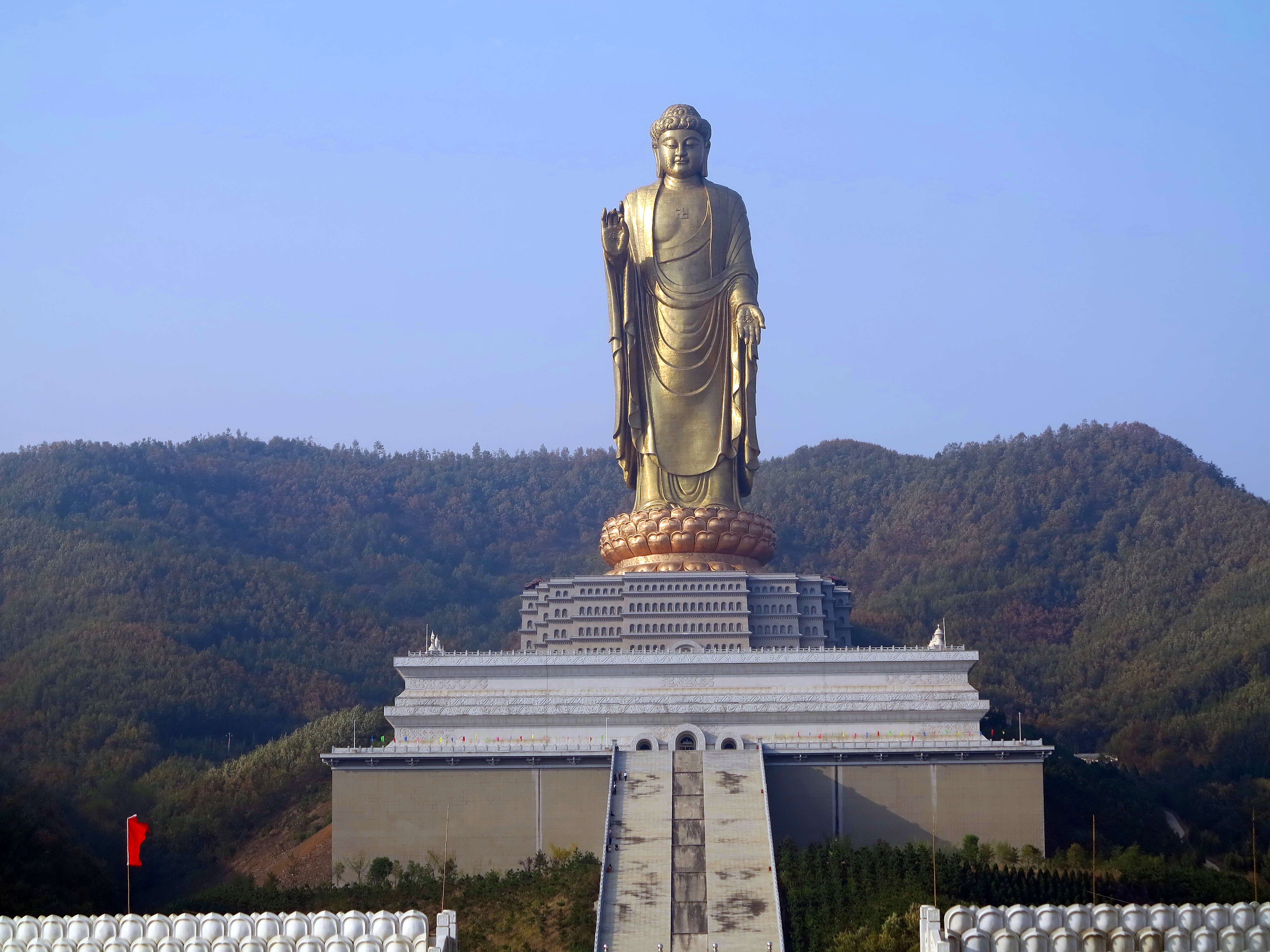
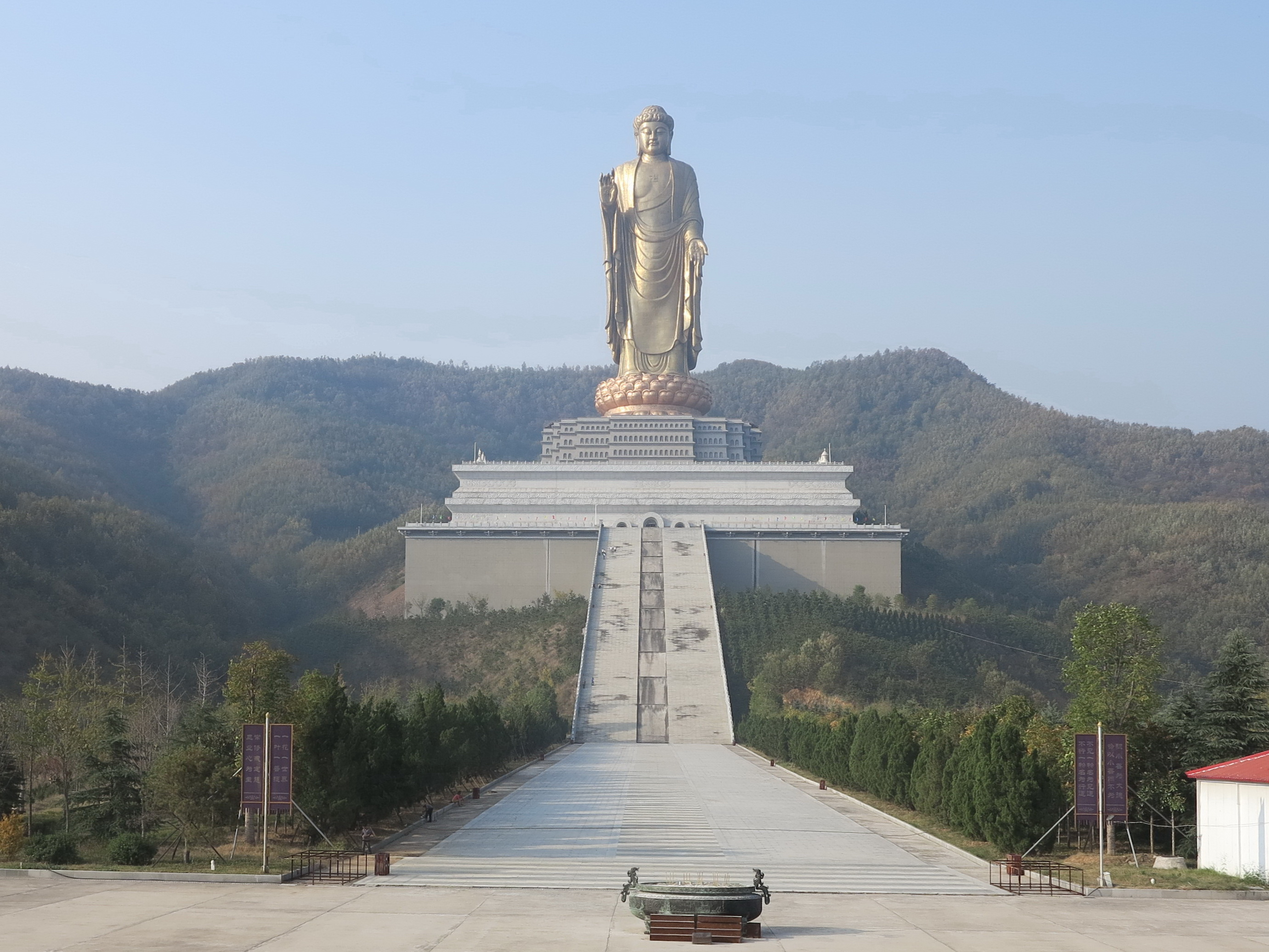